# Miguel Ángel Gamboa
Miguel Ángel Gamboa (21 de juny de 1951) és un exfutbolista xilè.

## Selecció de Xile
Va formar part de l'equip xilè a la Copa del Món de 1982. A Xile destacà a Audax Italiano i Colo Colo i a Mèxic a clubs com Tecos UAG o Club América.